# Comanda de la Joncosa
La comanda de la Joncosa fou una comanda templera del Penedès situada en l'actual barri del Puig del terme de Gelida, a tocar de l'ermita de Santa Magdalena del Puig (possible capella de la casa?).

## Història
Entre les comandes rurals del Temple, la de la Joncosa fou una de les més petites i menys conegudes. A causa de la poca documentació i amb l'únic referent geogràfic del Penedès, l'estudiaren Miret i Forey. El primer condicionat per l'existència al Penedès d'un topònim amb aquest nom, la situà a la Joncosa del Montmell; el segon no en qüestionà la localització.
Els treballs de Miret i Forey, permetien saber que durant molts anys existien al Penedès dues cases templeres: la de la Joncosa (segons Miret d'orígens "molt obscurs") i la de les Gunyoles, constituïda per unes possessions rebudes pel Temple al terme del castell d'Avinyonet. Es mencionava el convent de la Joncosa del 1246 al 1250 i del 1254 al 1258 en què n'ostentava la titularitat Pere Gil, comanador de Palau-solità. Vers el 1281, la casa de la Joncosa esdevenia la casa principal del Penedès. Però la ubicació de la Joncosa restava "en l'obscuritat". 
En els darrers anys, a partir de documentació indirecta, R. Rovira localitzà a Gelida un mas del Temple relacionat amb un topònim de “la Joncosa”, aleshores com avui pretèrit per tant desconegut, que resultà ser la comanda "buscada". Es tractava del primer document conegut de la Joncosa: l'any 1142, Hug, canonge de la seu barcelonina i capellà de l'església de Sant Pere de Gelida, i Bartomeu, prevere de la mateixa església, van donar al Temple el mas de Sant Pere infra Junchusam, dins del terme del castell de Gelida; més endavant altres documents parlaven d'una Masone, sive domo de la Joncosa que fuit Militie Templi.
Els topònims la Joncosa i la Mesó, actualment pretèrits al terme de Gelida, es mantingueren fins al segle xviii. Seguint la toponímia i la genealogia que figura en els establiments de terres i cases dels capbreus i alguns fogatges de la quadra de la Joncosa, es poden dibuixar sobre el terme actual de Gelida els límits aproximats de l'antiga quadra (comanda) de la Joncosa.
La importància econòmica de la Joncosa queda reflectida en la relació de rendes que, en fruits i diners, apareixen detallades en un capbreu de 1327 fet fer pel comte de Pallars. És probable que aquestes rendes (1.500 sous barcelonesos) fossin les mateixes que disset anys abans recaptaven els templers. En aquest capbreu consta l'existència d'un molí dels senyors de la Mesó, probablement mogut per l'aigua del riu Anoia, al qual tenien obligació d'anar a moldre els homes de la quadra de la Joncosa.

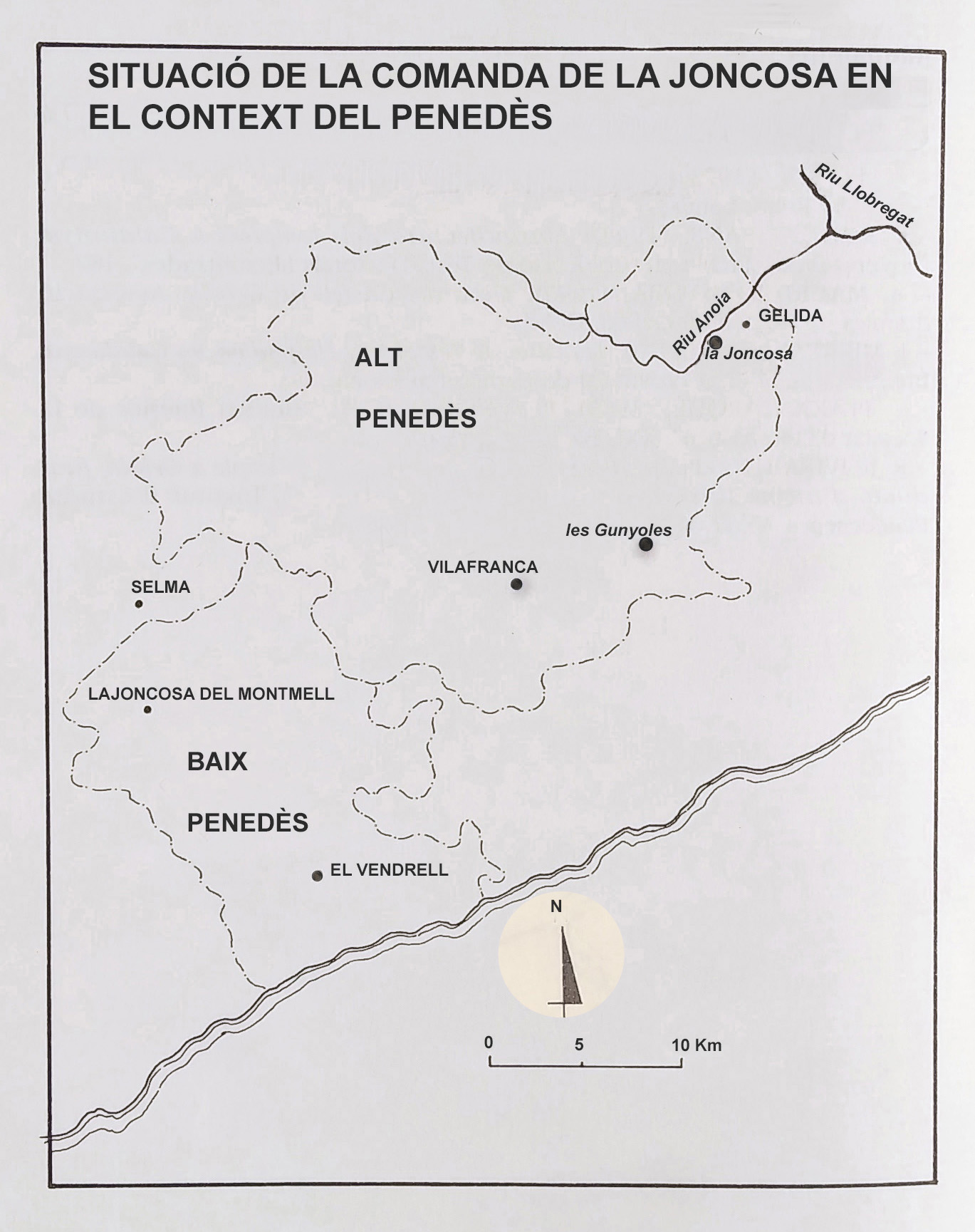
La Joncosa. Situació dins la comarca del Penedès

La Joncosa "desapareix" de la documentació
L'any 1317 la casa templera de la Joncosa no seria transferida, com la major part de les propietats del Temple, a l'orde de l'Hospital. Aquesta seria la causa principal de la "desaparició" de la comanda. L'orde del Temple fou suprimit l'any 1307 i deu anys després, els seus béns passaren a l'orde de l'Hospital. En el lapsus d'aquests anys, la Corona administrà els béns del Temple i el rei Jaume II aprofità per a permutar amb la comtessa de Pallars, la Joncosa i el castell de Gelida per altres dominis de la comtessa. Per aquest motiu, els documents sobre la Joncosa no arribaren a l'arxiu dels hospitalers. D'aquí la ignorància sobre la Joncosa per part de la historiografia contemporània.

## La depèndencia de les Gunyoles
L'any 1160, segons Miret "existien dos comanadors de la casa del Temple de Cegurioles". Unes dècades més tard, el 1205 s'entreveu una certa relació entre les Gunyoles i la Joncosa. A partir d'una donació, de l'any 1222 al comanador A. de Vilanova, de la Joncosa, d'unes cases i vinyes a l'església de Sant Salvador de les Gunyoles, es reforça aquella relació. Finalment, en una venda que, l'any 1281, atorguen Mateu de Manresa i Gueraua, de Sant Vicenç de Calders, al comanador Bernat de Barberà, de la Joncosa, d'unes cases i corrals que tenien a les Gunyoles, es posa en evidència la subordinació de les Gunyoles a la Joncosa.
L'any 1317, l'Orde de l'Hospital heretà l'antiga comanda o dependència de les Gunyoles situada al terme del castell d'Avinyonet, desmembrada feia poc de la comanda de la Joncosa. A partir d'aleshores, les Gunyoles passà a ser una dependència de la comanda hospitalera de Sant Valentí de les Cabanyes. Per a l'economia de la comanda de Sant Valentí-Vilafranca fou molt important aquesta incorporació als segles xiv i xv. Sembla que s'establiren en una casa que construïren al costat de l'actual església. Una visita prioral de 1637 l'anomena "castell".

## Comanadors de la Joncosa
(Segons Miret, 1910 i Forey, 1973)
- Dominic, mar. 1199 - 1200
- A. de Vilanova, ago. 1222
- Ramon de Travesseres, feb. 2004
- Pere Gil, abr. 1246 - ago. 1266 (amb Palau)
- Bernat de Barberà, abr. 1280
- Riambau de Montclús, ?